# TV3 (マレーシア)
TV3(ティビティガ)は、メディア・プリマが所有するマレーシアの無料テレビチャンネル。 1984年6月1日に発売されました。